# Мультипликационная физика
Мультипликационная физика (мультяшная физика, англ. cartoon physics) — шутливая система законов физики, которая заменяет нормальные законы, используемая в мультфильмах (преимущественно западных) для юмористического эффекта. Нормальные физические законы в мультфильмах также действуют, но не всегда, при этом нося объективный характер, тогда как вымышленные законы нередко носят характер субъективный.
Многие из самых известных американских анимационных фильмов, в частности Warner Bros. и Metro-Goldwyn-Mayer, бессознательно разработали относительно согласованный набор таких «законов», которые стали регулярно применяться в комической анимации.
Точная дата появления идеи о введении подобных «законов» в мультфильмы для придачи комического эффекта (очень часто являющегося не чем иным, как чёрным юмором) неизвестна, но вряд ли намного моложе самой анимации. В частности, Уолт Дисней пишет о том, что герои мира мультфильмов ведут себя и действуют не так, как это происходит в реальном мире, ещё в 1956 году в своей книге «Правдоподобное невозможное». Арт Бэббит, мультипликатор Диснея, писал: «Мультипликация подчиняется законам физики — кроме случаев, когда по-другому смешнее».
«Законы анимационной физики» (точнее, их неполный список) были впервые обобщены в статье 1980 года за авторством О’Доннела.

## Десять примеров из статьи О’Доннела
1. Любое существо, висящее в пространстве, останется висеть, пока не осознает ситуацию.
Персонаж перебегает через край скалы и продолжает бежать дальше. Вдруг смотрит вниз — и падает.
2. Любое движущееся тело продолжает двигаться, пока не столкнётся с чем-то твёрдым.
Персонажи гонятся друг за другом, пока один из них не столкнётся с телеграфным столбом.
3. Тело, проходящее через твёрдое вещество, оставляет в нём след, соответствующий его очертаниям.
4. Предмет будет падать с 20-го этажа медленнее, чем персонаж пробежит все 20 этажей. Этот предмет всегда будет бесценным, а попытка поймать — безуспешной.
5. Все принципы гравитации сводятся на нет страхом. То есть сильный испуг заставляет персонажа прыгнуть нереально высоко в воздух.
6. Ускоряясь, тело обретает способность быть в нескольких местах одновременно.
Например, в клубах драки голова персонажа появляется одновременно из нескольких мест.
7. Одни предметы могут проходить через твёрдые поверхности, на которых нарисованы или наклеены изображения туннелей и дыр, а другие не могут.
8. Необходимость плюс желание равняется самопроизвольному появлению.
Персонаж представляет необходимую вещь в виде пузыря над своей головой, а потом берёт оттуда вещь, сделав нематериальное материальным (так называемая «ранцевая магия»).
9. Любые насильственные увечья кошачьих непостоянны.
Другими словами, кошки исцеляются быстро и/или имеют бесконечное количество жизней. Кошки могут вписаться в необычно малые пространства.
10. Для любого непотребства будет равное и противоположное отмщение.